# Гедеон Уіме
Гедеон Уіме (фр. Gédéon Ouimet; 2 червня 1823 — 23 квітня 1905) — франко-канадський політик.
Народився у сучасній частині міста Лаваль, Квебек, Канада, Уіме був другим прем'єр-міністром Квебеку з 26 лютого 1873 по 22 вересня 1874. Він пішов у відставку з посади лідера Консервативної партії Квебеку в 1874 році через скандал із шкіряними заводами, в який було втягнуто уряд Квебеку.
У 1895 році був призначений до Законодавчої ради Квебеку.
Помер у Мон-Сент-Ілері, Квебек, у 1905 році.
Квебекське місто Грандмонт змінило назву на Сен-Гедеон на честь Уіме. Його іменем також був названий міст на шосе 15 (Лаврентіївський); міст перетинає Рив'єр де Міль Іль. Він з'єднує муніципалітет Лаваль з північним узбережжям у тому місці, яке зараз відомо як місто Буабріан.